# Надіїне
Надіїне (до 2025 — Надеждине) — село в Україні, у Близнюківській селищній громаді Лозівського району Харківської області. Населення становить 377 осіб. До 2020 року орган місцевого самоврядування — Надеждинська сільська рада.

## Географія
Село Надіїне розташоване на обох берегах річки Бритай, в місці злиття балок Класівська та Бритай, примикає до села Настасівка. Річка Бритай бере початок на схід від села Надіїне і тече спершу на захід, потім повертає на північ та північний схід. Найбільша притока Бритая — Лозова.

## Історія

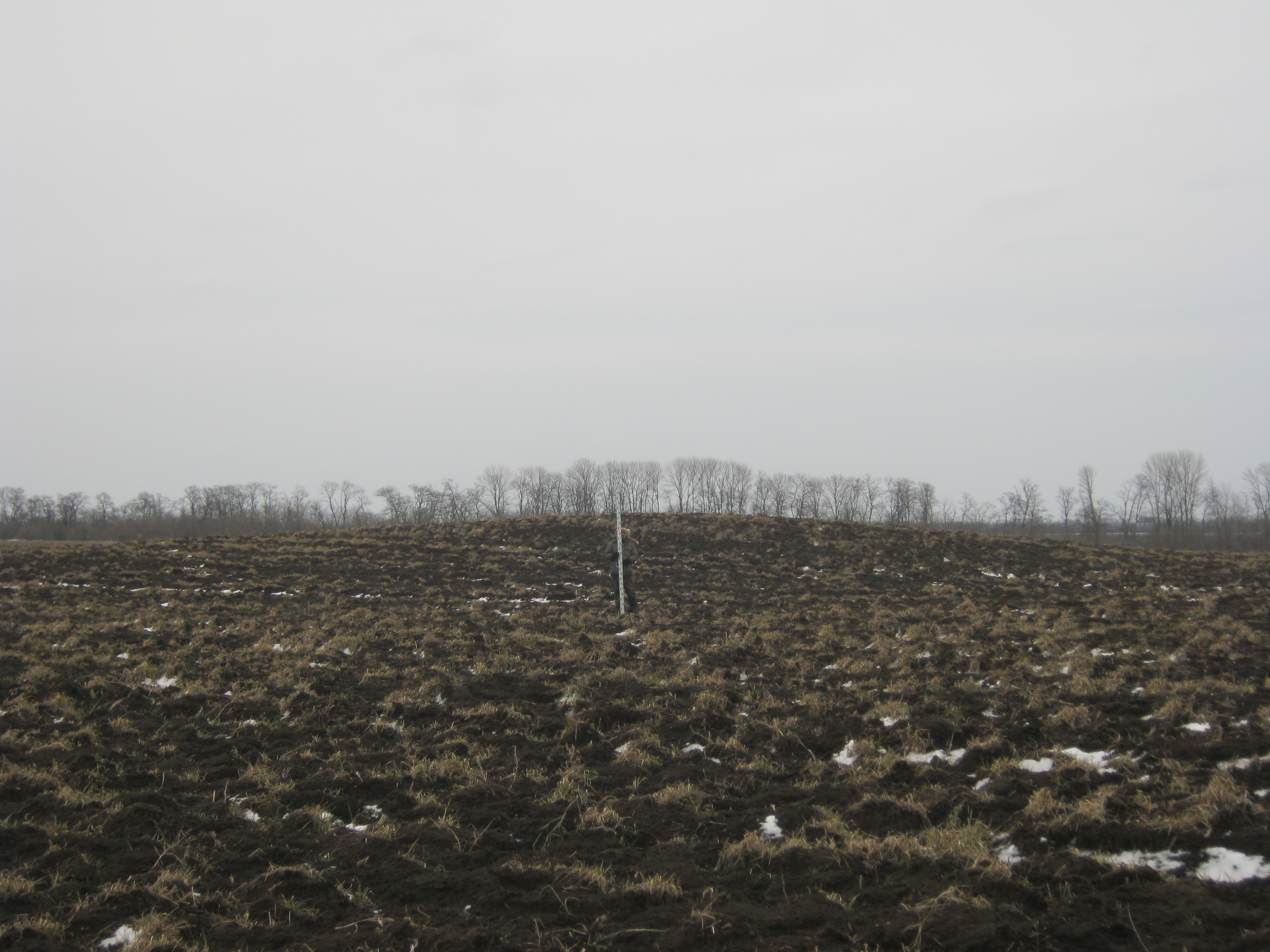
Кургани біля села Надеждине

Село засноване 1855 року. Перші вісім років мало назву Телепньове, за прізвищем поміщика, який мав двох дітей: сина та дочку. У 1863 році перейменоване на честь дочки поміщика Надії (Надєжди). Першими поселенцями були вихідці з Орловської губернії: кріпаки Харитонови, Зубрилкіни, яких поміщик виміняв на собак. З сільськогосподарського інвентаря кожен селянин мав лише дерев'яні борону, граблі й соху. Найбільш працьовитим своїм наймитам поміщик зводив дерев’яні будиночки. Перші шість років люди жили у землянках.
У січні 1942 року радянські війська з боями звільнили Надеждине від німецько-фашистських окупантів, але у травні 1942 року нацистам вдалося знов захопити його. У травневих оборонних боях на території Надеждиного брали участь воїни 987-го та 988-го стрілецьких полків. На початку лютого 1943 року, в ході контрнаступальної операції, село було звільнене від ворога. Проте, наприкінці лютого 1943 року село знову було окуповане. Остаточно Надеждине звільнено від німецько-ф'ашистських окупантів у вересні 1943 року. В цих боях брали участь воїни 404-го окремого батальйону та 10-го гвардійського стрілецького полку. 29 радянських воїнів, які загинули в боях за звільнення села поховані у братській могилі, з них відомі прізвища лише 24-х. Серед похованих в могилі Герой Радянського Союзу Василь Кондирєв. Багато мешканців села Надеждине брали участь у боротьбі з німецько-фашистськими загарбниками на фронтах німецько-радянської війни, під час якої у боях загинуло 158 воїнів.
У 1942 році в селі Надеждине діяла підпільна організація під керівництвом Олександра Гасанова (Гусейн Ахундов, комісар батальйону 57-ї армії). У травні 1942 року Олександр Гасанов допоміг створити у селі Анастасівці підпільну комсомольську організацію.
12 червня 2020 року Надеждівська сільська рада, в ході децентралізації, об'єднана з Близнюківською селищною громадою.
19 липня 2020 року, в результаті адміністративно-територіальної реформи та ліквідації Близнюківського району, село увійшло до складу Лозівського району.
22 червня 2023 року рішенням №230 Національної комісії зі стандартів державної мови віднесено до списку населених пунктів, які «можуть не відповідати лексичним нормам української мови», зокрема стосуватися «російської імперської чи колоніальної політики». Громаді рекомендовано обґрунтувати доцільність збереження поточної назви або запропонувати нову назву в установленому законодавством порядку.
05 червня 2025 року відповідно до Постанови Верховної Ради України № 4483-IX село Надеждине було перейменовано на село Надіїне. Постанова набула чинності 18 червня 2025 року.

## Економіка
В селі діє декілька молочнотоварних та свино-товарна ферми та невеликі глиняні кар'єри.

## Культура
- Школа.
- Клуб.
- Бібліотека.
- Стадіон.

## Туризм
За 3 км від села Надіїне, на мальовничому горбі, густо оточеному кущами терну, розташовані пасіки. Сюди пролягає один із туристичних маршрутів району. Продукція, яку дають пасіки, найрізноманітніша і вся надзвичайно лікувальна: мед, пилок, віск, маточне молочко, бджолиний підмор. Найціннішим на пасіці є спеціальний «лікувальний» вулик, у якому можна відпочити кілька годин. Тижневий відпочинок на пасіці та сон у такому вулику повертають людині здоров’я, лікують нерви, додають сил на енергії.
Ще одна з цікавинок туризму села — конеферма, на якій щоліта відбуваються перегони на конях. На одній із ферм є спеціально навчені коні для іпотерапії, де діти, які потребують такого лікування,  мають можливість верхи покататися на конях.

## Відомі уродженці
- Горкунов Михайло Степанович (1915—1943) — військовий льотчик, Герой Радянського Союзу.
- Ісаков Василь Іванович (1898—1959) — голова колгоспу імені Шевченка Харківського району Харківської області. Депутат Верховної Ради СРСР 4—5-го скликань (у 1955—1959 роках).
- Харитонова О. О. — Герой Соціалістичної праці.
- Бирюк Я. Г. — захисник Брестської фортеці[7].